# سیارک ۱۵۴۵۲
سیارک ۱۵۴۵۲ (به انگلیسی: 15452 Ibramohammed، نامگذاری:1998XL52) پانزده هزار و چهارصد و پنجاه و دومین سیارک کشف شده‌است که در ۱۴ دسامبر ۱۹۹۸ کشف شد.
قدر مطلق سیارک برابر ۱۹.۵ است.